# Sebastián Viera
Diego Sebastián Viera Galaín (Florida, 7 de Março de 1983) é um ex-futebolista uruguaio que atuava como goleiro.

## Carreira

### Clubes
Começou a carreira profissional em 2004, no Nacional, do Uruguai. Em um ano jogando lá, já tinha conquistado a titularidade e havia disputado 58 partidas. Em 2005 se transferiu para o Villarreal, da Espanha, por onde jogou até o fim da temporada 2008/2009. Disputou 59 partidas pela equipe do Submarino Amarelo.

### Seleção Uruguaia
Pela Seleção Uruguaia, é convocado desde 2004, mas ainda não conseguiu se firmar no time titular. Disputou apenas a Copa América de 2004 na condição de titular, onde sua Seleção ficou em terceiro lugar na competição.

## Títulos
Nacional
- Campeonato Uruguaio: 2005

Atlético Junior
- Campeonato Colombiano (A): 2011
- Copa Colômbia: 2017